# Míster Mundo 2014
Míster Mundo 2014 fue la 8.º edición del concurso de belleza masculino Míster Mundo, que se realizó el 15 de junio en el Centro de Conferencia Internacional Riviera de la ciudad de Torbay, Inglaterra. Candidatos de 46 naciones y territorios autónomos compitieron por el título. Al final del evento Francisco Escobar, Míster Mundo 2012 de Colombia entregó el título a Nicklas Pedersen de Dinamarca como su sucesor.

## Resultado
| Resultado Final   | Concursante |
| ----------------- | --- |
| Mister Mundo 2014 | - Dinamarca — Nicklas Pedersen |
| 1.er Finalista    | - Nigeria — Emmanuel Ikubese |
| 2.º Finalista     | - México — José Pablo Minor |
| Top 10            | - Curazao — Zuemarik Veeris - Inglaterra — Jordan Williams - India — Prateik Jain - Moldavia — Valeriu Gutu - Países Bajos — Demian Overduijn - Puerto Rico — Alberto Martínez - Ucrania — Bohdan Yusypchuk |

## Competencias
Cinco eventos retos se llevarán a cabo a lo largo de la competencia, los ganadores de estos entraran directamente al top la noche final mientras el resto completará el Top 10. Dichos eventos son:
- Mister Mundo Deportes.
- Mister Mundo Talento.
- Mister Mundo Estilo Fashion.
- Mister Mundo Multimedia.
- Mister Mundo Deportes Extremos.

### Mr. Mundo Talento
| Resultado Final | Candidato |
| --------------- | --- |
| Top 13          | - Australia — Nick Kennett - Curazao — Zuemarik Veeris - Ghana — Nii Tackie Laryea - Inglaterra — Jordan Williams - Irlanda — Karl Bowe - Irlanda del Norte — Dwayne-Andrew Kerr - México — José Pablo Minor - Nigeria — Emmanuel Ikubese - Países Bajos — Demian Overduijn - Perú — Diego Conroy - Puerto Rico — Alberto Martínez - Suazilandia — Bonelelwe Makhanya - Ucrania — Bohdan Yusypchuk |

### Mr. Mundo Deportes Extremos
El desafío de deportes extremos tuvo lugar el 3 de junio en el "Royal Marine Commando Training Centre" de Lympstone.
| Resultado Final | Candidato |
| --------------- | --- |
| Ganador         | - Moldavia — Valeriu Gutu |
| 1.er finalista  | - Austria — Philipp Knefz |
| 2.º finalista   | - Ucrania - Bohdan Yusypchuk |
| Top 10          | - Argentina — José Ferrer Santillán - Dinamarca — Nicklas Pedersen - Filipinas — John Spainhour - Inglaterra — Jordan Williams - Puerto Rico — Alberto Martínez - Rumania — Bogdan Mierla - Venezuela — Jesús Casanova |
| Top 24          | - Australia — Nick Kennett - Canadá — Jin Kwon Stewart - Colombia — Tomas Marin - España — José Ignacio Ros - Gales — Michael-Rae Formston - Ghana — Nii Tackie Laryea - Guadalupe — Borys Marester - India — Prateik Jain - Irlanda — Karl Bowe - Letonia — Ivans Jevstigņejevs - México — José Pablo Minor - Países Bajos — Demian Overduijn - Perú — Diego Conroy - Polonia — Michał Rostek |

## Candidatos
46 candidatos participarán en el certamen:
| Country              | Contestant            | Age | Height          | Hometown                   |
| -------------------- | --------------------- | --- | --------------- | -------------------------- |
| Alemania             | Yasin Bozkurt         | 23  | 1,86 m (6′ 1″)  | Colonia                    |
| Argentina            | José Ferrer Santillán | 25  | 1,83 m (6′ 0″)  | Córdoba                    |
| Australia            | Nick Kennett          | 25  | 1,85 m (6′ 1″)  | Adelaida                   |
| Austria              | Philipp Knefz         | 21  | 1,85 m (6′ 1″)  | Graz                       |
| Bahamas              | DeVaughn Gow          | 28  | 1,93 m (6′ 4″)  | Nassau                     |
| Bolivia              | Anyelo Bryan Roca     | 18  | 1,96 m (6′ 5″)  | Cochabamba                 |
| Brasil               | Reinaldo Dalcin       | 28  | 1,80 m (5′ 11″) | Canoas                     |
| Canadá               | Jin Kwon Stewart      | 26  | 1,80 m (5′ 11″) | Vancouver                  |
| China                | Tang Hongzhen         | 25  | 1,90 m (6′ 3″)  | Wuhan                      |
| Colombia             | Tomas Marin           | 28  | 1,90 m (6′ 3″)  | Medellín                   |
| Corea                | Jae Yeon Lim          | 18  | 1,79 m (5′ 10″) | Seúl                       |
| Curazao              | Zuemarik Veeris       | 22  | 1,94 m (6′ 4″)  | Willemstad                 |
| Dinamarca            | Nicklas Pedersen      | 23  | 1,81 m (5′ 11″) | Copenhague                 |
| España               | José Ignacio Ros      | 27  | 1,84 m (6′ 0″)  | Madrid                     |
| Filipinas            | John Spainhour        | 26  | 1,86 m (6′ 1″)  | Manila                     |
| Francia              | Thibault Marchand     | 23  | 1,93 m (6′ 4″)  | Tracy-le-Mont              |
| Gales                | Michael-Rae Formston  | 27  | 1,85 m (6′ 1″)  | Bristol                    |
| Ghana                | Nii Tackie Laryea     | 23  | 1,77 m (5′ 10″) | Acra                       |
| Guadalupe            | Borys Marester        | 22  | 1,77 m (5′ 10″) | Pointe-à-Pitre             |
| India                | Prateik Jain          | 25  | 1,91 m (6′ 3″)  | Bangalore                  |
| Inglaterra           | Jordan Williams       | 26  | 1,85 m (6′ 1″)  | Hinckley                   |
| Irlanda              | Karl Bowe             | 25  | 1,91 m (6′ 3″)  | Dublín                     |
| Irlanda del Norte    | Dwayne-Andrew Kerr    | 21  | 1,83 m (6′ 0″)  | Craigavon                  |
| Italia               | Adamo Pasqualon       | 21  | 1,96 m (6′ 5″)  | San Giorgio delle Pertiche |
| Japón                | Tsuyoshi Akaboya      | 21  | 1,89 m (6′ 2″)  | Tokio                      |
| Letonia              | Ivans Jevstigņejevs   | 25  | 1,90 m (6′ 3″)  | Riga                       |
| Líbano               | Ayman Moussa          | 28  | 1,85 m (6′ 1″)  | Beirut                     |
| Malta                | Björn Demicoli        | 22  | 1,85 m (6′ 1″)  | Pietà                      |
| México               | José Pablo Minor      | 23  | 1,86 m (6′ 1″)  | Ciudad de México           |
| Moldavia             | Valeriu Gutu          | 22  | 1,84 m (6′ 0″)  | Chisináu                   |
| Nigeria              | Emmanuel Ikubese      | 25  | 1,88 m (6′ 2″)  | Lagos                      |
| Países Bajos         | Demian Overduijn      | 23  | 1,80 m (5′ 11″) | Venlo                      |
| Paraguay             | Joaquín Sandoval      | 20  | 1,93 m (6′ 4″)  | Luque                      |
| Perú                 | Diego Conroy          | 22  | 1,82 m (6′ 0″)  | Lambayeque                 |
| Polonia              | Michał Rostek         | 24  | 1,87 m (6′ 2″)  | Varsovia                   |
| Portugal             | Ricardo Bernarde      | 24  | 1,78 m (5′ 10″) | Lisboa                     |
| Puerto Rico          | Alberto Martínez      | 19  | 1,85 m (6′ 1″)  | Bayamón                    |
| República Dominicana | Braylin Vargas Nuñéz  | 22  | 1,88 m (6′ 2″)  | Santiago de los Caballeros |
| Rumania              | Bogdan Mierla         | 22  | 1,86 m (6′ 1″)  | Suceava                    |
| Sudáfrica            | Matthew Cole Fincham  | 27  | 1,84 m (6′ 0″)  | Pretoria                   |
| Sri Lanka            | Angelo Barnes         | 25  | 1,80 m (5′ 11″) | Colombo                    |
| Suazilandia          | Bonelelwe Makhanya    | 21  | 1,80 m (5′ 11″) | Mbabane                    |
| Suiza                | Bruno Viglezio        | 21  | 1,83 m (6′ 0″)  | Sorengo                    |
| Turquía              | Efekan Akal           | 22  | 1,93 m (6′ 4″)  | Estambul                   |
| Ucrania              | Bohdan Yusypchuk      | 25  | 1,84 m (6′ 0″)  | Kiev                       |
| Venezuela            | Jesús Casanova        | 25  | 1,92 m (6′ 4″)  | Barinas                    |

## Sobre los países en Mister Mundo 2014

### Naciones que debutan en la competencia
- Ghana, Moldavia y Suiza compitieron por primera vez.

### Naciones que regresan a la competencia
- Australia, Dinamarca, Nigeria, República Dominicana, Rumania, Sri Lanka y Suazilandia, que compitieron por última vez en 2010.
- Austria y Curazao que compitieron por última vez en 2007.